# Eva Zeisel
Éva Amália Striker, conocida como Eva Striker Zeisel (Budapest, 13 de noviembre de 1906-Nueva York, 30 de diciembre de 2011) fue una diseñadora industrial estadounidense de origen húngaro conocida por su trabajo en cerámica, principalmente del período posterior a su inmigración a los Estados Unidos. Sus formas son a menudo abstracciones del mundo natural y las relaciones humanas. Las obras de su prodigiosa carrera se incluyen en importantes colecciones de museos de todo el mundo. Zeisel se declaraba «creadora de cosas útiles».

## Biografía
Nació en Budapest, Hungría, en 1906 en el seno de una familia judía asimilada, adinerada y muy culta. Su madre, Laura Polányi Striker, historiadora, fue la primera mujer en obtener un doctorado por la Universidad de Budapest. El trabajo de Laura Polányi sobre las aventuras del capitán John Smithen Hungría contribuyó fundamentalmente a la comprensión y apreciación de su fiabilidad como narrador. Los hermanos de Laura, Karl Polanyi, sociólogo y economista, y Michael Polanyi, fisicoquímico y filósofo de la ciencia, son también muy conocidos.

### Educación
A pesar de la prominencia intelectual de su familia en el campo de la ciencia, siempre sintió una profunda atracción por el arte. A los 17 años ingresó como pintora en la Magyar Képzőművészeti Akadémia de Budapest (Real Academia de Bellas Artes de Hungría) Para apoyar su pintura, decidió dedicarse a una profesión más práctica y se convirtió en aprendiz de Jakob Karapancsik, el último maestro alfarero del sistema de gremios medieval. De él aprendió cerámica. Fue la primera mujer en calificar y obtener el título oficial en el gremio húngaro de deshollinadores, horneros, techadores, cavadores de pozos y alfareros. Después de graduarse como oficial, encontró trabajo en Hansa-Kust-Keramik, un taller de cerámica en Hamburgo, Alemania.

### Carrera temprana, encarcelamiento y emigración
En 1928 se convirtió en la diseñadora de Schramberger Majolikafabrik en la región alemana de la Selva Negra de Alemania, donde trabajó durante aproximadamente dos años creando muchos diseños geométricos divertidos para vajillas, juegos de té, jarrones, tinteros y otros artículos de cerámica. Sus diseños en Schramberg fueron influenciados en gran medida por la arquitectura moderna. Además, acabó de aprender a dibujar con compás y regla y se sintió orgullosa de ponerlos en práctica. En 1930 se mudó a Berlín, diseñando para las fábricas Carstens. Durante este período, conoció al físico Alexander Weissberg, quien más tarde trabajó en Járkov. En 1932 se comprometieron.
Después de casi dos años de una vida glamorosa entre intelectuales y artistas en la decadente Berlín, decidió visitar la Unión Soviética a la edad de 26 años (1932), donde se quedó durante 5 años.
A las 29 años, tras varios trabajos en la industria cerámica rusa, inspeccionando fábricas en Ucrania y diseñando para las fábricas de Lomonosov y Dulevo, fue nombrada directora artística de la Fundación rusa de la porcelana y el vidrio. El 26 de mayo de 1936, mientras vivía en Moscú, fue arrestada. La habían acusado falsamente de participar en un complot de asesinato contra Stalin. Estuvo recluida en prisión durante 16 meses, 12 de los cuales los pasó en régimen de aislamiento. En septiembre de 1937 fue deportada a Viena, Austria. Algunas de sus experiencias en prisión forman la base de El cero y el infinito, la novela antiestalinista escrita por su amigo de la infancia, Arthur Koestler. Durante su estadía en Viena retomó el contacto con quien fue su futuro esposo Hans Zeisel, quien más tarde fue un jurista, estadístico y profesor de la Universidad de Chicago. Unos meses después de su llegada a Viena, los nazis invadieron el país y Striker tomó el último tren. Se reunió con Hans Zeisel en Inglaterra, donde se casaron y se embarcaron hacia los Estados Unidos con 67 dólares entre los dos.

### Carrera en Estados Unidos: 1937-1960
Cuando llegó a Estados Unidos, tuvo que restablecer su reputación como diseñadora. A partir de 1937, enseñó en el Pratt Institute de Nueva York. Junto con sus alumnos crearon diseños para Bay Ridge Specialty Company, incluido Stratoware (una línea poco común y de corta duración hecha para Sears), diseñada por la estudiante Frances Blod, bajo la supervisión de Zeisel.

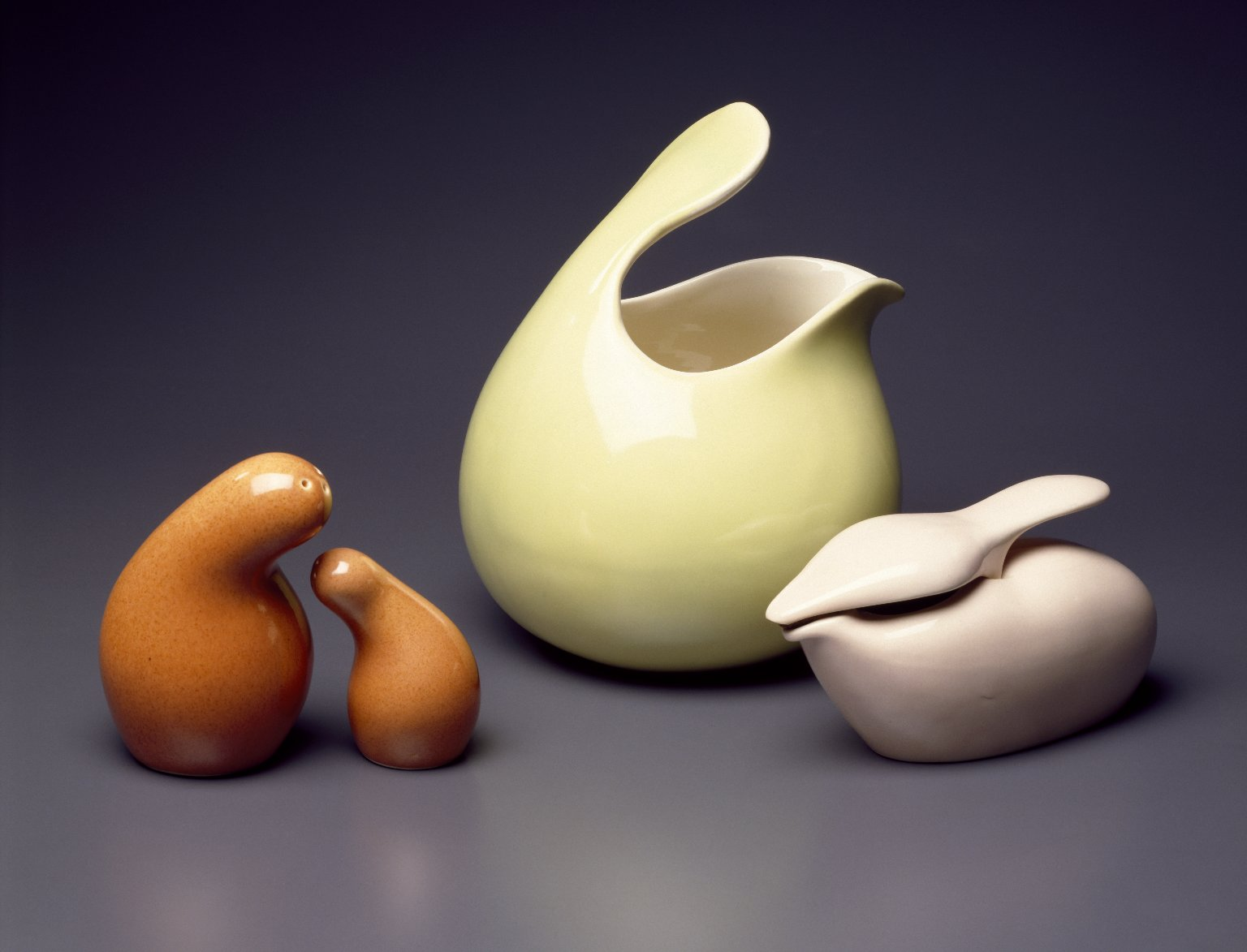
Algunas de las piezas de cerámica de Zeisel diseñadas para el servicio de cena "Town and Country" de Red Wing Pottery (1947). Este juego incluye un salero y pimentero "madre e hijo" y un vertedor de aceite para bebés que ejemplifican sus formas orgánicas y curvas.

En 1942, el Museo de Arte Moderno y Castleton China le encargaron que diseñara un conjunto de vajilla moderna de porcelana sin decoración que mereciera exhibirse en el MoMA, y que Castleton produjo para la venta. La exposición resultante, Nuevas formas en la porcelana moderna diseñada por Eva Zeisel (New Shapes in Modern China Designed by Eva Zeisel) se desarrolló del 17 de abril al 9 de junio de 1946 y fue la primera exposición individual en el MoMA. Fue recibida con grandes elogios, pero debido a las limitaciones de la guerra, la vajilla de porcelana no entró en producción hasta 1949. Los vajillas de Zeisel, conocidas como "Museum" y "Castleton White", se fabricaron y vendieron durante las siguientes décadas, inicialmente en solo blanco como lo diseñó Zeisel, y luego con una amplia variedad de decoraciones. Zeisel atribuyó a ese encargo el mérito de haber establecido su reputación en los EE. UU. Y señaló que «me convirtió en una diseñadora de primer nivel aceptada en lugar de una diseñadora corriente».
El éxito de "Museum" hizo que Zeisel atrajera la atención de Red Wing Potteries, para quien diseñó el siempre popular "Town and Country" en respuesta a su pedido de platos lo más "Greenwich-Village" posible.
Alrededor de 1949-1950, Hall China Company le encargó que creara su línea más popular, "Hallcraft, Tomorrow's Classic". La producción comenzó en 1952 y era una línea completa de vajilla y accesorios para la mesa, incluidos platos, cuencos, tazas y platillos, fuentes, mantequeras, azucareras, candelabros, saleros y pimenteros, etc. que inicialmente se ofrecieron en blanco liso. Algunos de sus estudiantes asistentes de Pratt participaron en el diseño de los patrones de calcomanías iniciales que Hall solicitó. Otros patrones fueron diseñados por el pintor lassic". La producción comenzó en 1952 y era una línea completa de Charles Seliger.
En 1955 creó una segunda línea para Hall llamada "Century" y la producción comenzó en 1956. A finales de la década de 1950, diseñó para varias empresas internacionales, incluidas Rosenthal AG y Mancioli Pottery.

### Carrera posterior, década de 1980 a 2011
Zeisel dejó de diseñar durante las décadas de 1960 y 1970 para trabajar en proyectos de escritura de historia estadounidense. Su principal investigación se centró en la Conspiración de Nueva York, una supuesta rebelión de esclavos en la ciudad de Nueva York de 1741 que tuvo como resultado la muerte o el transporte de muchos esclavos inocentes a plantaciones en el Caribe. Zeisel encontró paralelismos entre sus juicios y los juicios de exhibición soviéticos de los que había sido víctima.
Regresó al trabajo de diseño en la década de 1980. Muchos de sus diseños posteriores han tenido el mismo éxito que sus diseños anteriores. Estos incluyen cristalería, cerámica, muebles y lámparas para The Orange Chicken, porcelana, cristal y grabados de edición limitada para KleinReid, vasos y artículos de regalo para Nambé, una tetera para Chantal, muebles y artículos de regalo para Eva Zeisel Originals, alfombras para The Rug. Company, "Classic-Century", uno de las vajillas más vendidas de Crate and Barrel, producida por Royal Stafford, Reino Unido. Este set combina piezas de las líneas "Tomorrow's Classic" y "Century". La mayoría de las piezas de este juego se hicieron a partir de los moldes originales (aptas para lavavajillas). También creó una línea de cubiertos producida por Yamazaki para Crate And Barrel, y una mesa de café y un juego de vajilla / gres (llamado Granit) para Design Within Reach.
Un juego de té de porcelana china, diseñado en 2000, fue fabricado por la fábrica de porcelana Lomonosov en San Petersburgo, Rusia. Zeisel lanzó dos diseños en 2010 a través de EvaZeiselOriginals.com: Eva Zeisel Lounge Chair y Eva Zeisel Salt & Pepper Shakers. La Lounge Chair apareció en la edición de febrero de 2010 de O Magazine y el juego de salero y pimentero en la edición de abril de 2010 de O Magazine también. Sus nuevos diseños para una línea de lámparas de vidrio (lámparas colgantes, de pared y de mesa) fueron presentados en 2012 por Leucos USA.
En 2017 Spinneybeck / FilzFelt presentó una colección de revestimientos acústicos de fieltro basados en los diseños de azulejos y separadores de espacio de Zeisel, que se encuentran 63 colores y en tamaños personalizados.
Se han vendido reproducciones de diseños anteriores en MoMa, el museo de Brooklyn y Neue Galerie, así como en otras tiendas de regalos del museo.

## Estilo personal

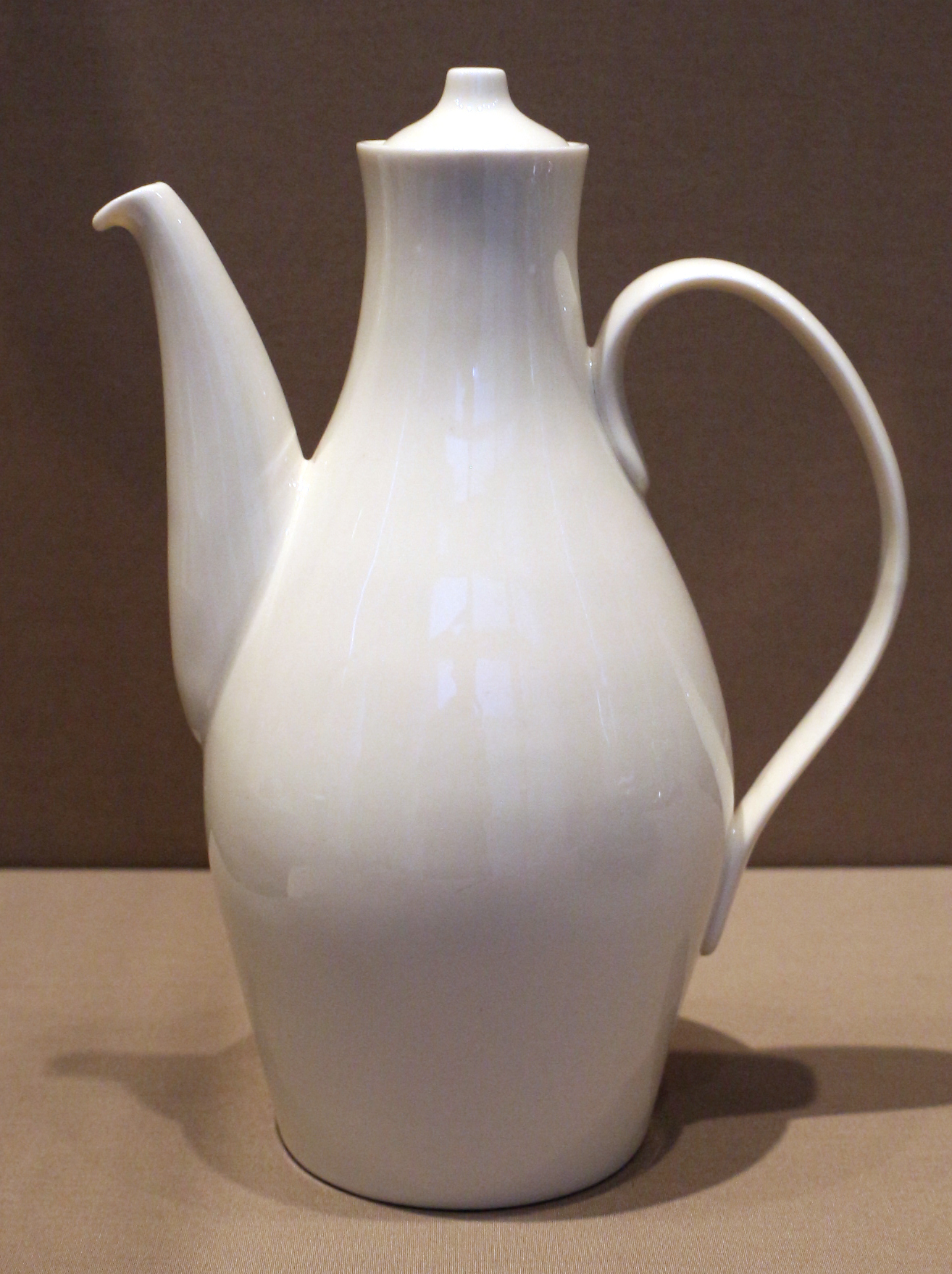
Cafetera para Castleton. 1942

Los diseños de Eva Zeisel están hechos para ser usados. La inspiración para sus formas sensuales a menudo proviene de las curvas del cuerpo humano. Su sentido de la forma y el color, así como su uso de temas de aves, muestran la influencia del arte popular húngaro con el que creció. La mayoría de sus diseños, ya sean en madera, metal, vidrio, plástico o cerámica, están diseñados en grupos familiares. Muchos de sus diseños se agrupan creando diseños modulares que también funcionan para ahorrar espacio.
Zeisel describió sus diseños en un artículo del New York Sun: «No creo cosas angulares. Soy una persona más circular, es más mi carácter .. incluso el aire entre mis manos es redondo».
Entre sus formas más coleccionadas se encuentran los excéntricos y biomórficos platos "Town and Country", producidos por Red Wing Pottery, en 1947. Este juego incluye los icónicos saleros y pimenteros «madre e hijo».

## Vida personal
Eva y Hans Zeisel tuvieron dos hijos: una hija, Jean Richards, que nació en 1940 y un hijo, John Zeisel, que nació en 1944. En el documental Throwing Curves: Eva Zeisel, John y Jean comentan sobre la tempestuosa relación de sus padres en las décadas de 1940 y 1950 cuando los niños eran pequeños. En la película, John afirma que sus padres tenían personalidades dominantes, y que esto a menudo provocaba a «una colisión de campos de fuerza».

## Museos y exposiciones
Sus obras se encuentran en las colecciones permanentes del Museo Metropolitano de Arte; Museo Brooklyn; Sociedad Histórica de Nueva York, Museo de Diseño Cooper-Hewitt y Museo de Arte Moderno de Nueva York; el Museo Británico; Victoria and Albert Museum, Londres; Museo Bröhan, Alemania; así como los museos de Dallas, Chicago, Atlanta y Milwaukee y otros en los EE. UU. y en el extranjero.
En la década de 1980, una exposición retrospectiva de 50 años de su obra organizada por el Museo de las Artes Decorativas de París y el Instituto Smithsoniano viajó por Estados Unidos, Europa y Rusia. En 2004, el Museo de Arte de Knoxville organizó una importante exposición retrospectiva Eva Zeisel: The Playful Search for Beauty, que posteriormente viajó al Museo de Arte de Milwaukee, al High Museum of Art, Atlanta y al Hillwood Museum & Gardens en Washington D. C.
De 2005 a 2007, el Museo de Arte de Erie, Erie, montó la exposición de larga duración Eva Zeisel: La forma de la vida.
El 10 de diciembre de 2006, el Mingei International Museum en Balboa Park, San Diego, inauguró una importante exposición retrospectiva centenaria Eva Zeisel: Extraordinary Designer at 100, que muestra sus diseños de Schramberg (1928) a través de diseños más recientes para Nambe, Chantal, Eva Zeisel Originals, The Orange Chicken y otros (2006). El espectáculo se desarrolló hasta el 12 de agosto de 2007. En el mismo año, la Galería del Instituto Pratt también organizó una exposición para celebrar su centenario.

## Premios
En 2005, ganó el premio Lifetime Achievement Award del Museo Nacional de Diseño Cooper-Hewett. También ha recibido los dos premios civiles más importantes del gobierno húngaro, así como el premio Pratt Legends y los premios de la Sociedad de Diseñadores Industriales de América y la Universidad Alfred. Es miembro honorario de la Royal Society of Industrial Designers y ha recibido títulos honoríficos de Parsons (The New School of Design), la Escuela de Diseño de Rhode Island, el Real Colegio de Arte y la Universidad de las Artes de Hungría.

## Publicaciones
- Eva Zeisel: The Shape of Life Erie Art Museum, 2009, essay by Lance Esplund
- Eva Zeisel on Design / Eva Zeisel, Overlook Press 2004
- Eva Zeisel: The Playful Search for Beauty / Lucie Young, Chronicle Books 2003
- Eva Zeisel, Designer for Industry, 1984
- Eva Zeisel: Throwing Curves 2002 (documental), Canobie Films, Directora: Jyll Johnstone.
- Regular Bulletins from Eva Zeisel Forum.
- Richards, Jean, ed. 2012, 2019. Eva Zeisel: A Soviet Prison Memoir. 2nd ed. La versión iBook version contiene fotos, documentos originales NKVD documents, audio y video clips; La versión Kindle solo texto.
- Pat Kirkham, Pat Moore, and Pirco Wolfframm. 2013. Eva Zeisel: Life, Design, and Beauty. San Francisco: Chronicle Books. Obras compleas.
- Zelinsky, Volker. 2019. Eva Zeisel in Hamburg: Her Work For Hansa-Kunst-Keramik, 1927/28. Edition Kakenhan.